# Gregory Nicotero
Gregory Nicotero (né le 15 mars 1963 à Pittsburgh, en Pennsylvanie, aux États-Unis) est un maquilleur et responsable des effets spéciaux américain, également producteur, réalisateur et scénariste. Il a fondé avec Robert Kurtzman et Howard Berger le studio KNB, spécialisé dans les effets gores.

## Filmographie

### Cinéma
- 1985 : Le Jour des morts-vivants (Day of the Dead)
- 1985 : Invasion U.S.A.
- 1987 : Evil Dead 2 (Evil Dead II)
- 1988 : Phantasm II
- 1988 : Incidents de parcours (Monkey Shines)
- 1989 : Intruder
- 1990 : L'Enfant du cauchemar (A Nightmare on Elm Street: The Dream Child)
- 1990 : Massacre à la tronçonneuse 3 : Leatherface (The Texas Chainsaw Massacre 3) de Jeff Burr
- 1990 : Darkside, les contes de la nuit noire (Tales from the Darkside: The Movie)
- 1990 : Re-Animator 2 (Bride of Re-Animator)
- 1990 : Sibling Rivalry
- 1990 : Misery
- 1991 : Le Sous-sol de la peur (The People Under the Stairs)
- 1992 : The Nutt House
- 1992 : Evil Dead 3 (Army of Darkness)
- 1993 : Ed and His Dead Mother
- 1993 : Maniac Cop 3 (Maniac Cop 3: Badge of Silence)
- 1993 : Doppelganger, le double maléfique (Doppelganger)
- 1993 : Ticks (Infested) (vidéo)
- 1994 : Pulp Fiction
- 1994 : Freddy sort de la nuit (New Nightmare)
- 1995 : Galaxis
- 1995 : Un vampire à Brooklyn (Vampire in Brooklyn)
- 1995 : L'Antre de la folie (In the Mouth of Madness)
- 1995 : The Walking Dead
- 1995 : Skinner
- 1995 : Le Maître des illusions (Lord of Illusions)
- 1995 :  Excès de confiance (Never Talk to Strangers)
- 1996 : Une nuit en enfer (From Dusk Till Dawn)
- 1996 : Scream
- 1997 : ADN (DNA) (vidéo)
- 1997 : Spawn
- 1997 : Boogie Nights
- 1997 : Wishmaster
- 1997 : Les Ailes de la nuit (The Night Flier)
- 1997 : Scream 2
- 1998 : Phantoms
- 1998 : Vampires
- 1998 : Very Bad Things
- 1998 : The Faculty
- 1998 : La Fin des temps (End of day)
- 1999 : Une nuit en enfer 2 : Le Prix du sang (From Dusk Till Dawn 2: Texas Blood Money) (vidéo)
- 1999 : Hantise (The Haunting)
- 1999 : La Maison de l'horreur (House on Haunted Hill)
- 2000 : Une nuit en enfer 3 : La Fille du bourreau (From Dusk Till Dawn 3: The Hangman's Daughter) (vidéo)
- 2000 : Morceaux choisis (Picking Up the Pieces)
- 2000 : The Cell
- 2000 : Incassable (Unbreakable)
- 2001 : Spy Kids 1 : Les Apprentis Espions (Spy Kids)
- 2001 : Animal! L'animal... (The Animal)
- 2001 : Mulholland Drive (Mulholland Dr)
- 2001 : Ghosts of Mars
- 2001 : 13 fantômes (Thir13en Ghosts)
- 2001 : Vanilla Sky
- 2002 : La Machine à explorer le temps (The Time Machine)
- 2002 : Minority Report
- 2002 : Austin Powers dans Goldmember (Austin Powers 3 : Goldmember)
- 2002 : Vampires 2 : Adieu vampires (Vampires: Los Muertos)
- 2002 : Les Lois de l'attraction (The Rules of Attraction)
- 2003 : Identity
- 2003 : Il était une fois au Mexique... Desperado 2 (Once Upon a Time in Mexico)
- 2003 : Kill Bill : volume 1 (Kill Bill: Vol. 1)
- 2004 : Kill Bill : volume 2 (Kill Bill: Vol. 2)
- 2004 : Ray
- 2005 : Comedy Hell
- 2005 : Cursed
- 2005 : Sin City
- 2005 : Amityville (The Amityville Horror)
- 2005 : Les Aventures de Shark Boy et Lava Girl (The Adventures of Sharkboy and Lavagirl 3-D)
- 2005 : Le Territoire des morts (Land of the Dead)
- 2005 : The Island
- 2005 : Serenity
- 2005 : Hostel
- 2005 : Le Monde de Narnia : Le Lion, la Sorcière blanche et l'Armoire magique (The Chronicles of Narnia: The Lion, the Witch and the Wardrobe)
- 2006 : La colline a des yeux (The Hills Have Eyes)
- 2006 : Poséidon (Poseidon)
- 2006 : Désolation (Desperation)
- 2006 : Massacre à la tronçonneuse : Le Commencement (The Texas Chainsaw Massacre: The Beginning)
- 2006 : Déjà Vu (Deja Vu)
- 2007 : Primeval : Danger en eaux troubles (Primeval)
- 2007 : Hitcher (The Hitcher)
- 2007 : La colline a des yeux 2 (The Hills Have Eyes II)
- 2007 : Paranoïak (Disturbia)
- 2007 : Boulevard de la mort (Death Proof)
- 2007 : Hostel, chapitre II (Hostel: Part II)
- 2007 : Planète Terreur (Planet Terror)
- 2007 : The Mist
- 2012 : The Green Inferno  Au nom de son entreprise d'effet spéciaux "KNB EFX"

### Télévision
- 2005 : Les Maîtres de l'horreur (Masters of Horror)
- 2006 : Deadwood
- 2008 - 2013 : Breaking Bad
- 2010 - 2022 The Walking Dead Producteur, effets spéciaux, coproducteur et, réalisateur de certains épisodes et, consultant
- 2015 - 2023 : Fear the Walking Dead  Avec son entreprise "KNB EFX", pas en son nom.